# Il delitto perfetto
Il delitto perfetto (Dial M for Murder) è un film thriller del 1954 diretto da Alfred Hitchcock, originalmente distribuito in formato stereoscopico.

## Trama
Londra. Tony Wendice, un ex campione di tennis che ora commercia in articoli sportivi, scopre che la ricca moglie Margot lo tradisce con Mark Halliday, uno scrittore statunitense di romanzi gialli. Wendice decide pertanto di sbarazzarsi della consorte inscenando «un delitto perfetto», in modo da ereditare a tempo debito la sua fortuna.

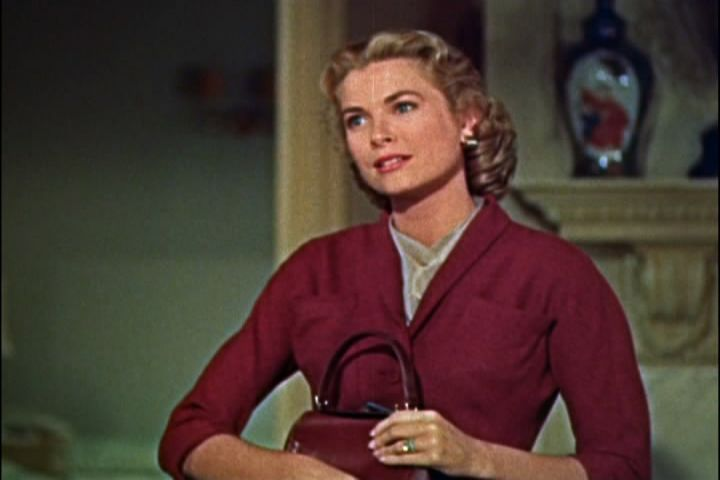
Grace Kelly in una scena del film

Per evitare qualunque sospetto a suo carico Wendice per quasi un anno si dedica alla scrupolosa e attenta elaborazione dell'omicidio, trovando il sicario ideale in Swann, uno spregiudicato ex compagno di college, losco individuo con molti nomi e molti precedenti penali, e che ora vive di espedienti, perlopiù frequentando alcune signore sole che corteggia e sfrutta. Dopo averlo pedinato a lungo e studiate le abitudini di vita per ricattarlo, con la promessa di mille sterline e la consegna di cento in acconto, Wendice costringe Swann a uccidere per lui la moglie Margot, l’indomani, orchestrando così un delitto, a conti fatti, impeccabile.
Ma gli eventi non vanno come previsto. Per garantirsi un alibi incontestabile Wendice si reca con Halliday a un ricevimento, mentre alla stessa ora Swann si introduce nell'appartamento dove l'ignara Margot sta dormendo. All'ora prefissata Wendice chiama la moglie al telefono per fare scattare la trappola: Margot si reca a rispondere e viene aggredita alle spalle da Swann, in attesa dietro le tende, il quale tenta di strangolarla con una sciarpa.
Una strenua e disperata resistenza consente però a Margot di liberarsi dell'omicida. Dopo una violenta colluttazione la donna riesce a difendersi e uccide Swann, conficcandogli nella schiena un paio di forbici. Wendice, che assiste al telefono e comprende ciò che è accaduto, rientra immediatamente a casa e approfitta della situazione per sfruttare l'uccisione di Swann a suo vantaggio. Con freddezza e cinismo riesce a inquinare le prove in modo da non coinvolgere sé stesso e nel contempo fare accusare la moglie di omicidio: ripone la chiave nella borsetta della moglie dopo averla prelevata dalla tasca dell’impermeabile di Swann, onde fare credere che sia stata la moglie ad aprire la porta; fa sparire la sciarpa usata per l'aggressione e la sostituisce con una calza di Margot; lascia una lettera di Halliday a Margot in tasca al cadavere, per dimostrare quale fosse il movente di Margot.
Margot viene così condannata al patibolo. Mark fa di tutto per convincere Tony ad ammettere di essere il mandante di Swann, accollandosi la responsabilità solo per un tentato omicidio, e salvare Margot, ma senza successo. Anche l'ispettore Hubbard, zelante e intelligente investigatore di Scotland Yard, dopo l'iniziale scetticismo sull'innocenza della donna comprende a poco a poco che nella vicenda c'è qualcosa di poco chiaro e, grazie ad accurate indagini e a un abile stratagemma, trova le prove per scagionare definitivamente Margot e incolpare il marito-mandante.

## Produzione

### Regia
Il film fu girato originariamente in formato stereoscopico, per contrastare la nascente popolarità della televisione. Il cinema tridimensionale, considerato con diffidenza dal regista, ebbe infatti un primo e breve periodo di popolarità intorno alla metà degli anni 50 del XX secolo, esaurendosi nel giro di un paio d'anni. Hitchcock lo usò con sottigliezza, evitando effetti eccessivi: si limitò a sottolineare il rilievo con inquadrature dal basso e aveva appositamente fatto costruire una buca in modo che la macchina da presa fosse al livello del pavimento.

### Sceneggiatura
L'idea del film fu suggerita a Hitchcock da un dramma di Frederick Knott dal titolo omonimo, rappresentato a Londra nel giugno 1952 e a New York nell'ottobre dello stesso anno. Alfred Hitchcock e Jack Warner acquistarono i diritti cinematografici dell'opera di Frederick Knott da Alexander Korda, il quale li aveva acquistati per la modica somma di 1.000 sterline e li rivendette a 30.000.
Un telefono nero è la prima inquadratura della pellicola. Poi i titoli di testa scorrono su un disco telefonico molto grande, fatto costruire appositamente da Hitchcock: spicca il tasto «6» dove compare al posto del gruppo di lettere «MNO» un'unica «M» rossa: è l'anticipo della telefonata del marito, segnale atteso dal sicario per ucciderne la moglie, ed è una doppia allusione al nome del quartiere londinese di Maida Vale dove si trova la casa dei protagonisti e alla parola «Murder», ovvero «Assassinio». L'immagine traduce letteralmente il titolo inglese Dial M for Murder, che in italiano potrebbe essere reso come Componi M per Morte.

### Cast

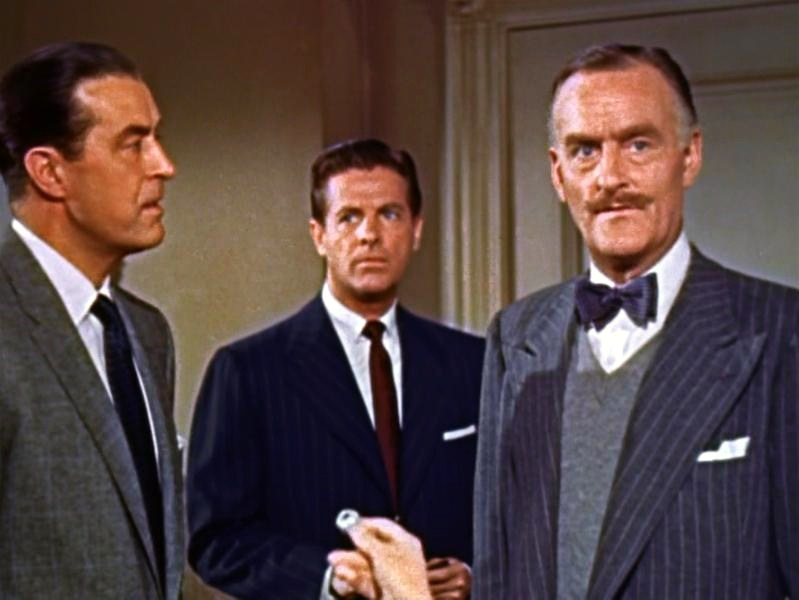
Ray Milland, Robert Cummings e John Williams

Il film segna l'inizio della collaborazione fra Hitchcock e Grace Kelly, con la quale girerà gli altri due film successivi, La finestra sul cortile e Caccia al ladro. Il regista trovò in lei un'attrice pienamente rispondente alle sue esigenze espressive: una bionda elegante in apparenza fredda e distaccata, in realtà con un gran "fuoco dentro". Ray Milland interpretò il ruolo del marito e John Williams, che aveva già recitato per Hitchcock in Il caso Paradine e a New York a teatro proprio nell'omonimo melodramma, quello dell'ispettore.
Alfred Hitchcock appare qua fra i partecipanti a un banchetto universitario in una fotografia appesa alla parete di casa Wendice.

### Riprese
Le riprese furono realizzate fra il 30 luglio e il 25 settembre 1953, in soli trentasei giorni. Il film fu girato negli studi Warner Bros. di Burbank.
Il regista concentrò l'allestimento scenografico in un solo set che rappresentava l'interno della casa dei protagonisti. Fu molto attento nella selezione dell'arredamento, che volle elegante e raffinato: mobili Chippendale, soprammobili di pregio, statuette Wedgwood e, alle pareti, stampe di Rosa Bonheur. L'arredamento fu firmato da George James Hopkins, uno scenografo candidato per tredici volte agli Oscar, che aveva iniziato la sua carriera nel 1917, all'epoca del muto, curando scene e costumi dei film di Theda Bara. Molta importanza viene data alle tende che vengono continuamente chiuse per dare un senso claustrofobico al piccolo appartamento.
Hitchcock dedicò particolare attenzione ai colori fatti indossare alla protagonista Grace Kelly. All'inizio del film sfoggia un elegante abito di pizzo rosso, poi, con il procedere della trama, il suo guardaroba perde gradualmente di colore, rosso-cupo, blu-grigio, grigio, fino all'ultimo cappotto di un triste marrone: «i suoi vestiti sono diventati sempre più scuri man mano che l'intreccio diventava più "oscuro"».

## Distribuzione

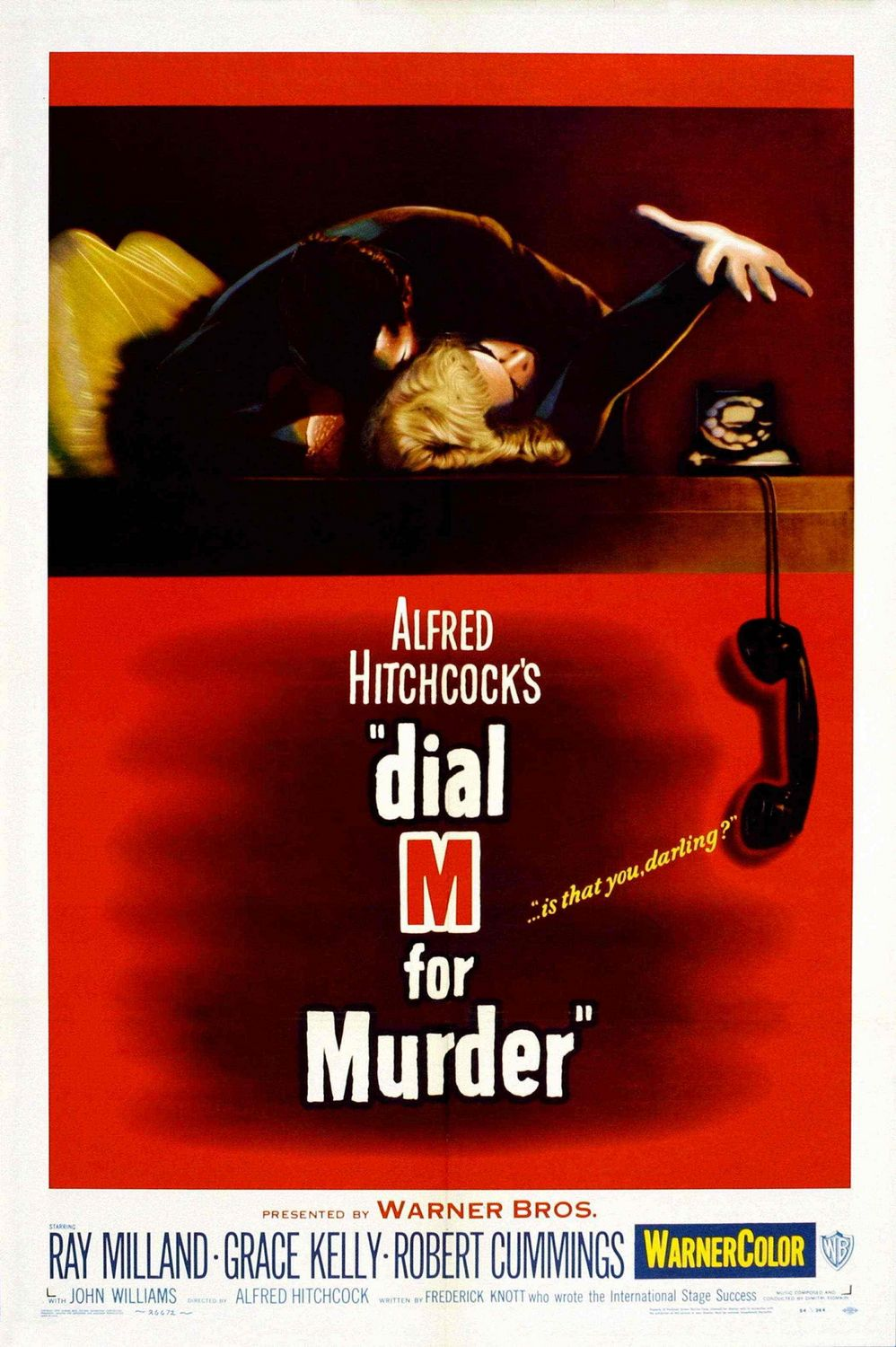
Locandina originale

L'anteprima avvenne il 28 maggio 1954 a New York; il giorno seguente il film uscì nel circuito cinematografico statunitense, distribuito dalla Warner Bros. con il titolo originale Dial M for Murder. Negli Stati Uniti e nel Regno Unito venne usato anche il titolo completo Alfred Hitchcock's Dial M for Murder.
Il film ebbe varie riedizioni a cominciare dal decennio seguente. Considerando solo le uscite negli Stati Uniti nel febbraio del 1980, a San Francisco, ne fu presentata la versione in 3D. Ancora nel 1999 ci fu un'altra première a New York il 9 aprile e, quindi, un'altra versione in 3D, uscita il 2 gennaio 2004.

## Critica
Hitchcock non nutriva grandi aspettative su questo film e gli aveva dedicato poco tempo: eppure il risultato fu eccellente. I critici apprezzarono la capacità del regista di sfruttare cinematograficamente l'origine teatrale del testo valorizzandone pienamente la concentrazione: infatti il film si svolge tutto all'interno della casa (solo due o tre volte la cinepresa esce all'esterno), rispettando rigorosamente l'unità di luogo e di azione.
Del teatro c'è il tema centrale: la farsa, la finzione. Il marito progetta in ogni dettaglio l'assassinio della moglie, studiando come un regista tempi e luoghi del delitto; l'ispettore, a sua volta, smonta la sua costruzione e restituisce la verità.
La ricorrente vena di sadismo che molta critica rileva sottotraccia nei film del regista, qui si limita a fare correre alla classica vittima bionda Grace Kelly, dopo il rischio di strangolamento, il rischio di impiccagione.
Altro aspetto sottolineato dalla critica è l'atmosfera di grande e costante tensione che coinvolge emotivamente lo spettatore, in un gioco continuo di aspettative, di imprevisti, anticipi e sospensioni.
Lo studioso Gianfranco Bettetini ha dedicato un'analisi ampia e approfondita alle principali sequenze della pellicola nel suo libro Tempo del senso, studiando in particolare l'uso del tempo, la costruzione della suspense e le varie tecniche cinematografiche impiegate dal regista.

## Remake
Ne è stato girato un remake nel 1998 Delitto perfetto, diretto da Andrew Davis e interpretato da Michael Douglas, Gwyneth Paltrow e Viggo Mortensen.

## Cameo
Come sua abitudine Hitchcock ha fatto una breve apparizione nel film con un cameo. Quando Wendice mostra la foto del college a Swann, il regista appare in primo piano a sinistra del gruppo.

## Riconoscimenti
- Premi BAFTA 1955
  - Candidatura come Miglior attrice straniera a Grace Kelly